# Sci alpino ai VI Giochi olimpici invernali - Slalom gigante femminile
La competizione dello slalom gigante femminile di sci alpino ai VI Giochi olimpici invernali si è svolta il giorno 14 febbraio 1952 a Norefjell presso Oslo.

## Classifica
| Pos.    | Atleta                   | Nazione       | Tempo  |
| ------- | ------------------------ | ------------- | ------ |
| Oro     | Andrea Mead Lawrence     | Stati Uniti   | 2'06"8 |
| Argento | Dagmar Rom               | Austria       | 2'09"0 |
| Bronzo  | Annemarie Buchner        | Germania      | 2'10"0 |
| 4       | Trude Klecker            | Austria       | 2'11"4 |
| 5       | Catherine Louise Rodolph | Stati Uniti   | 2'11"7 |
| 6       | Borghild Niskin          | Norvegia      | 2'11"9 |
| 7       | Celina Seghi             | Italia        | 2'12"5 |
| 8       | Ossi Reichert            | Germania      | 2'13"2 |
| 9       | Rhoda Wurtele-Eaves      | Canada        | 2'14"0 |
| 10      | Marianne Seltsam         | Germania      | 2'14"1 |
| 11      | Jacqueline Martel        | Francia       | 2'14"3 |
| 11      | Trude Beiser             | Austria       | 2'14"3 |
| 13      | Andrée Bermond           | Francia       | 2'15"2 |
| 14      | Evi Lanig                | Germania      | 2'15"6 |
| 15      | Imogene Opton            | Stati Uniti   | 2'15"8 |
| 16      | Ida Schöpfer             | Svizzera      | 2'16"6 |
| 17      | Erika Mahringer          | Austria       | 2'16"8 |
| 18      | Margit Hvammen           | Norvegia      | 2'17"7 |
| 19      | Marysette Agnel          | Francia       | 2'18"0 |
| 20      | Giuliana Minuzzo         | Italia        | 2'18"2 |
| 21      | Sarah Thomasson          | Svezia        | 2'18"4 |
| 22      | Jannette Burr            | Stati Uniti   | 2'19"2 |
| 23      | Rosemarie Schutz         | Canada        | 2'19"7 |
| 24      | Hilary Laing             | Gran Bretagna | 2'20"7 |
| 25      | Idly Walpoth             | Svizzera      | 2'20"8 |
| 26      | Kerstin Ahlqvist         | Svezia        | 2'21"4 |
| 27      | Lucile Wheeler           | Canada        | 2'22"2 |
| 28      | Sheena Mackintosh        | Gran Bretagna | 2'22"5 |
| 29      | Silvia Glatthard         | Svizzera      | 2'23"1 |
| 30      | Joanne Hewson            | Canada        | 2'23"9 |
| 31      | Ana María Dellai         | Argentina     | 2'29"7 |
| 32      | Ingrid Englund           | Svezia        | 2'29"9 |
| 33      | Dagny Jørgensen          | Norvegia      | 2'31"1 |
| 34      | Teresa Kodelska          | Polonia       | 2'32"6 |
| 35      | Tull Gasmann             | Norvegia      | 2'34"3 |
| 36      | Fiona Campbell           | Gran Bretagna | 2'39"8 |
| 37      | Ildikó Szendrődi-Kővári  | Ungheria      | 2'41"7 |
| 38      | Vora Mackintosh          | Gran Bretagna | 2'57"1 |
| 39      | Annette Johnson          | Nuova Zelanda | 2'57"7 |
| 40      | Margriet Prajoux-Bouma   | Paesi Bassi   | 3'31"0 |
| -       | Barbara Grocholska       | Polonia       | Squal. |
| -       | Margareta Jacobsson      | Svezia        | Squal. |
| -       | Madeleine Chamot-Berthod | Svizzera      | Squal. |
| -       | Maria Grazia Marchelli   | Italia        | Squal. |
| -       | Maria Kowalska           | Polonia       | Squal. |